# За Родину (посёлок)
За Родину — посёлок в Темрюкском районе Краснодарского края. Входит в состав Ахтанизовского сельского поселения.

## География
Посёлок расположен на берегу Азовского моря.

## История
Люди издревле селились в этой местности, о чём свидетельствуют палеолитические стоянки, а также раскопки более позднего (второй четверти III — середине II в. до н. э.) поселения: резиденция Хрисалиска наместника боспорского царя Асандра на Таманском полуострове.
В конце XVII — начале XVIII веков после церковных реформ Никона они переселились в Молдавское княжество и Буковину. По одной из версий название липоване происходит от искажённого слова «филиповцы», по другой — от липовых рощ, где липоване скрывались. Слово впервые встречается в австрийском документе от 1733 года. Позднее к липованам причислили оставшуюся в Румынии после переселений часть их единоверцев — игнат-казаков.
Посёлок За Родину организован переселенцами из Румынии в 1947 году. После войны в связи с острой нехваткой рабочей силы советское правительство предложило всем своим бывшим гражданам, проживающим за границей, вернуться на Родину. Осенью в сентябре 1947 год русские жители—липоване из сёл Журиловка и Каркалиу, уехавшие из России в Румынию в период церковных реформ Никона, отправились на пароходе на берег Таманского залива, в порту Сенная сошли 444 пассажира(101 семья и один неженатый казак). Переселенцы нашли приют осенью в станица Ахтанизовская . В Ахтанизовской переселенцы были расселены по домам местных жителей. Так как переселенцы были исторически всегда рыбаками, то на общем сходе переселенцев решили организовать рыболовецкий колхоз и поселение с названием За Родину. Одновременно отделом архитектуры Темрюкского района был разработан план застройки нового населённого пункта. Место под него было назначено километрах в пятнадцати от станицы Ахтанизовской — в урочище Синяя Балка был расположена рыболовецкая бригада, а рядом на возвышенности, где были поля виноградников и сады построили посёлок За Родину в который и переселись.
Рядом проходит автодорога М25, входящая в Европейский маршрут E 97.

### Улицы
| - ул. Азовская, - ул. Заводская, - ул. Звёздная, - ул. Колхозная, - ул. Красная, - ул. Мира, - ул. Морская, - ул. Новая, - ул. Победы, | - ул. Советская, - ул. Степана Разина, - ул. Таманская, - ул. Тихая, - ул. Центральная, - ул. Школьная, - ул. Шоссейная, - ул. Южная. |

## Население
| 2002 | 2010 |
| ---- | ---- |
| 683  | ↘660 |

## Достопримечательности
Посёлок славится своими страусиными фермами, грязевым вулканом сопка Азовская (Синяя Балка), горой Тиздар и прекрасным песчаным пляжем.

## Археология
На северном берегу Таманского полуострова, у посёлка За Родину, находится местонахождение «Синяя Балка», где были обнаружены каменные изделия раннего палеолита вместе с остатками таманской фауны. Археологический памятник получил название стоянка «Богатыри/Синяя балка». Стоянка находится на оползневом участке на берегу Азовского моря на высоте 28 метров над уровнем моря. Время существования стоянки — от 1 до 1,2 миллионов лет назад. В 500 метрах к северу от посёлка За Родину и в 250 метрах от устья Синей балки (западнее стоянок Родники и Богатыри) находится стоянка «Кермек» (2,1—1,8 млн лет назад). Между стоянками Кермек и Богатыри находится раннепалеолитическая стоянка «Родники 1» (1,6—1,2 млн лет назад). Местонахождение Родники-4 и стоянки Родники 1, Родники 2 датируются интервалом между 1,2 и 1,6 млн лет назад. Культуросодержащий слой олдованской стоянки Родники 1 залегает in situ под мощной толщей прибрежно-морских песков, сопоставляемых с апшеронской (гурийской) трансгрессией Понто-Каспийского бассейна, а значит возраст стоянки составляет более 1 млн лет. Таксоны мелких млекопитающих, характерных для таманского фаунистического комплекса (Allophaiomys cf. pliocaenicus, Lagurodon arankae, Mimomys cf. savini, M. cf. pusillus, Mimomys sp., Borsodia sp., Ellobius sp., Allocricetus cf. ehiki), позволили уточнить возраст стоянки, который может быть уверенно датировать периодом от 1,6 до 1,2 млн лет назад. В индустрии стоянки Родники 1 нет рубил, поэтому для неё предложен термин «архаичный ашель». Возможно, это переходная индустрия от олдована/мод 1 (Oldowan/Mode 1) к ашелю. На стоянке Родники 2 найдены остатки таких мелких млекопитающих (грызунов), как Allophaiomys cf. pliocaenicus Kormos, Lagurodon arankae, Lagurini gen., Mimomys cf. savini, Mimomys cf. pusillus Me´hely, Mimomys sp., Borsodia sp., Ellobius sp., Spermophilus sp., Allactaga sp., Spalax sp., Allocricetus cf. ehiki Schaub, которые характерны для середины раннего плейстоцена (1,6-1,4 млн л. н.). Стоянка находилась в пляжной зоне пресноводного или сильно опресненного залива или эстуария. Как и стоянка Родники 1 она была кратковременной и, возможно, посещалось людьми неоднократно, в отличие от стоянки Богатыри/Синяя Балка, которая использовалась как место забоя крупных млекопитающих.

## Фотогалерея

Виды п. За Родину
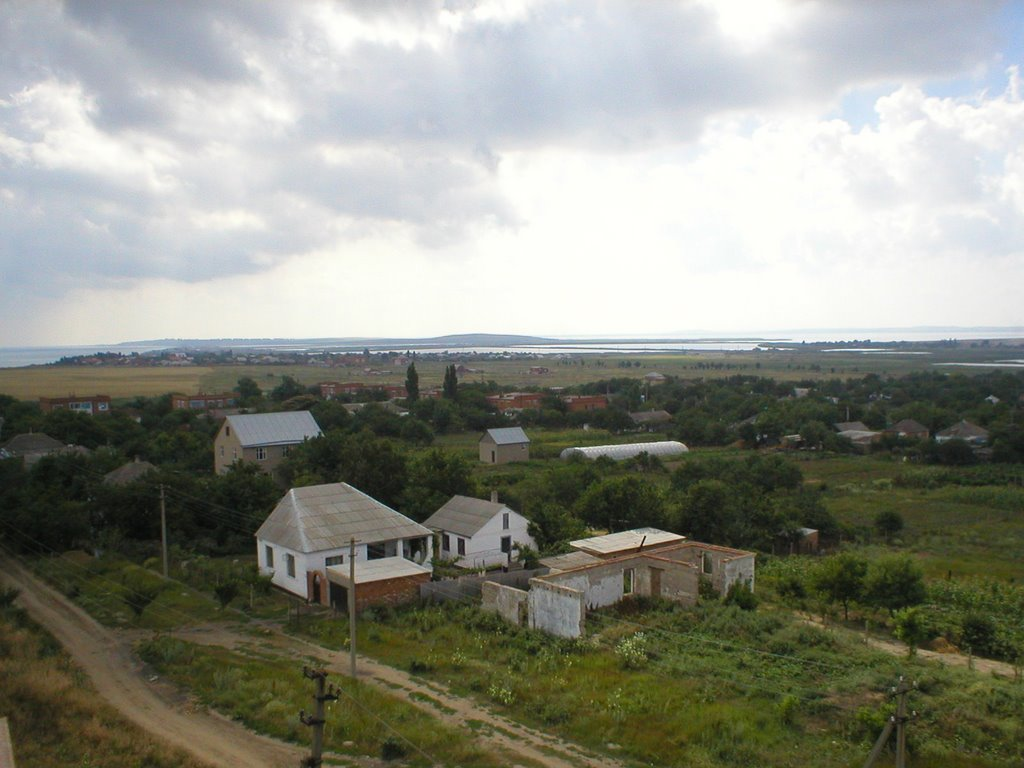
Вид с водонапорной башни
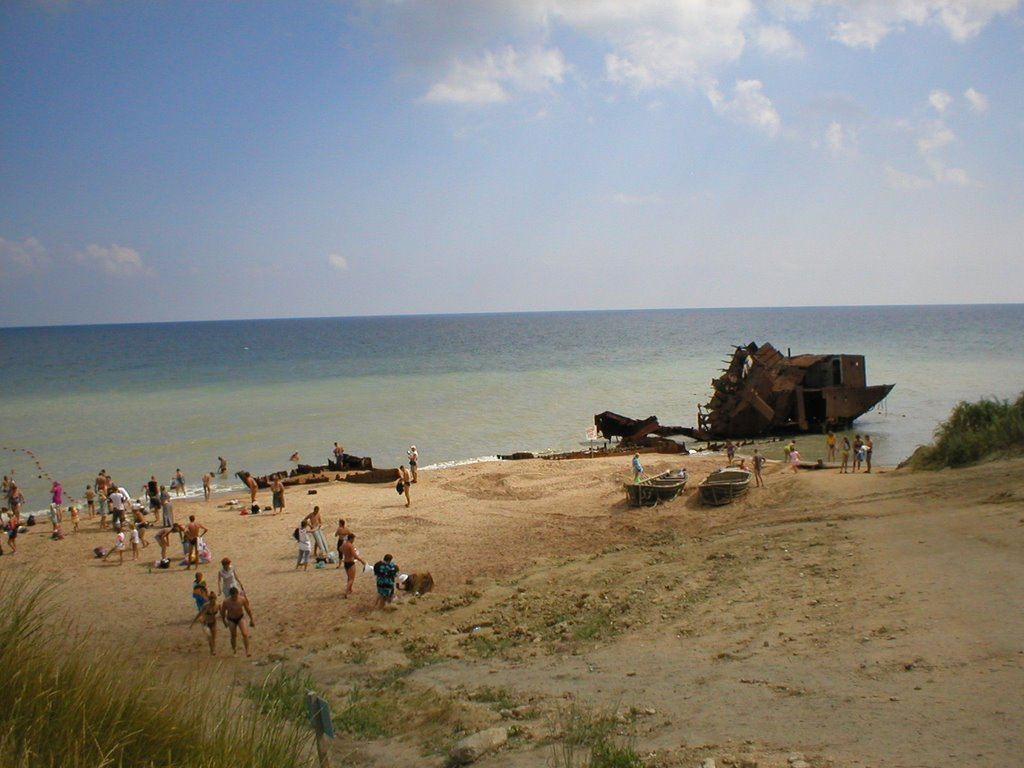
Судно Полярная Звезда
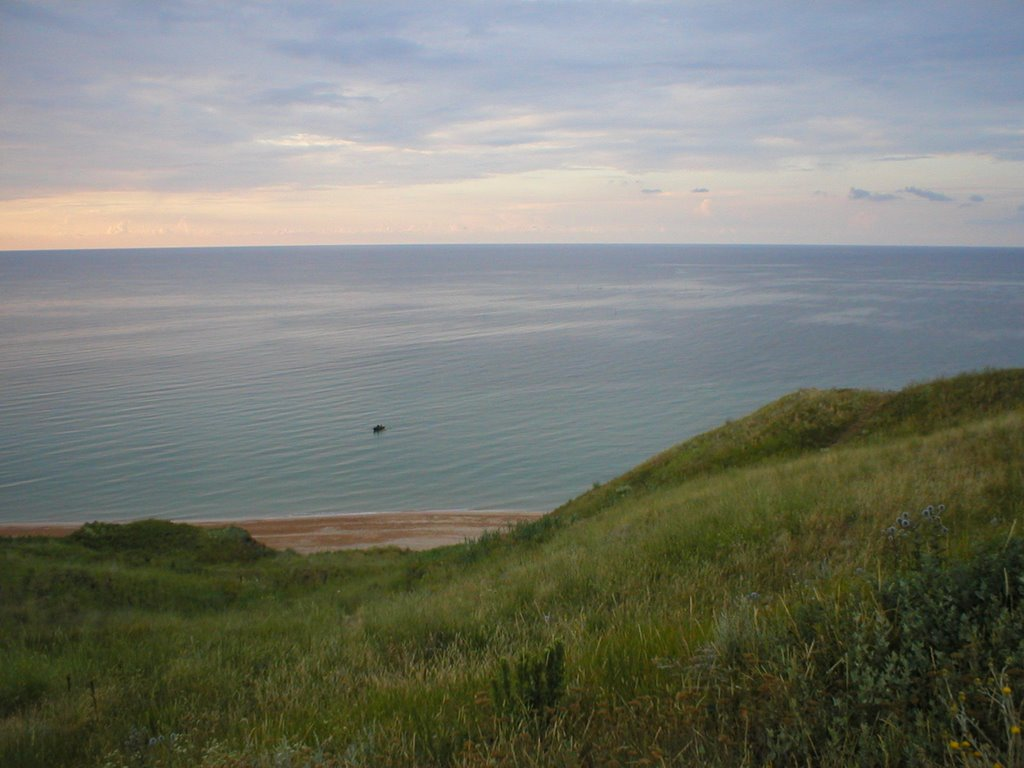
Вершина "Богатырь", Нижнепалеолитическая стоянка Богатыри
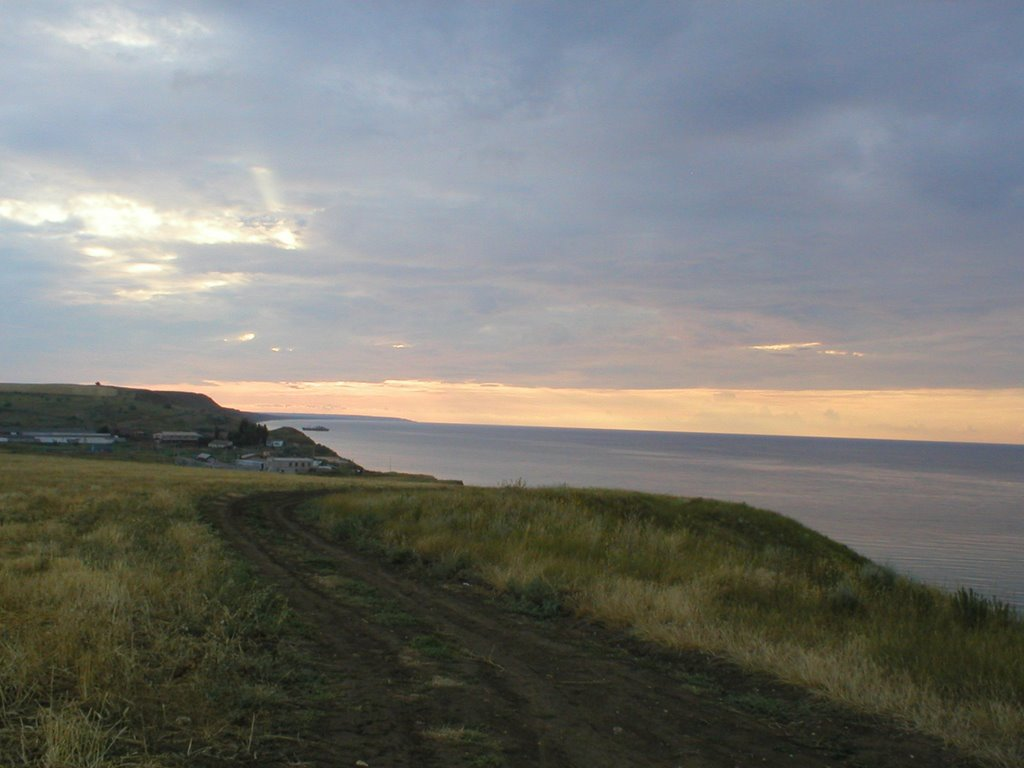
Вид на гору Тиздар, внизу видны остатки от рыболовецкого колхоза "За Родину"
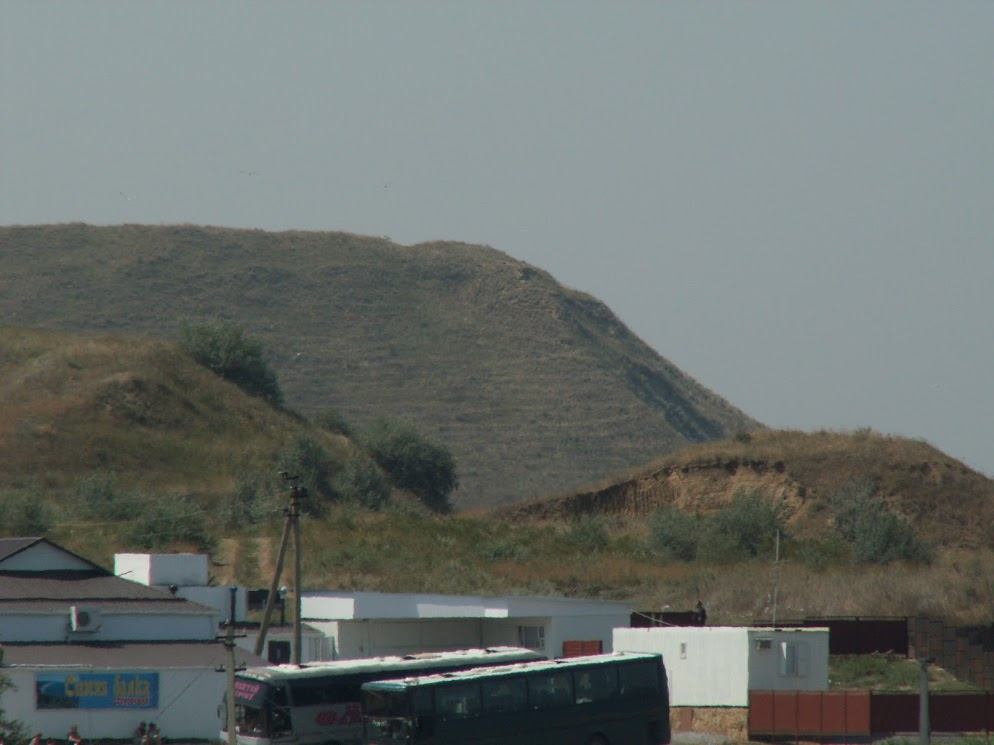
гора Тиздар
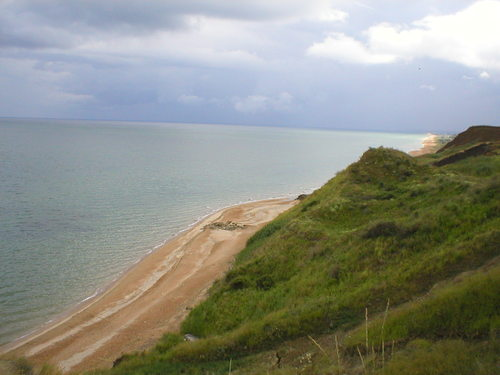
Вид с вершины "Богатырь" в сторону п.Пересыпь, на камни, примерно в 20 м севернее находиться потухший грязевой вулкан.
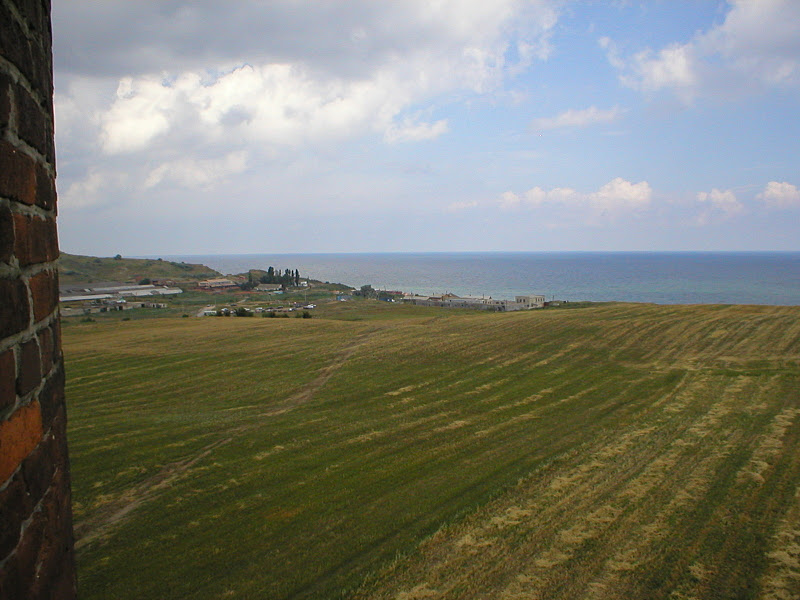
Синяя Балка
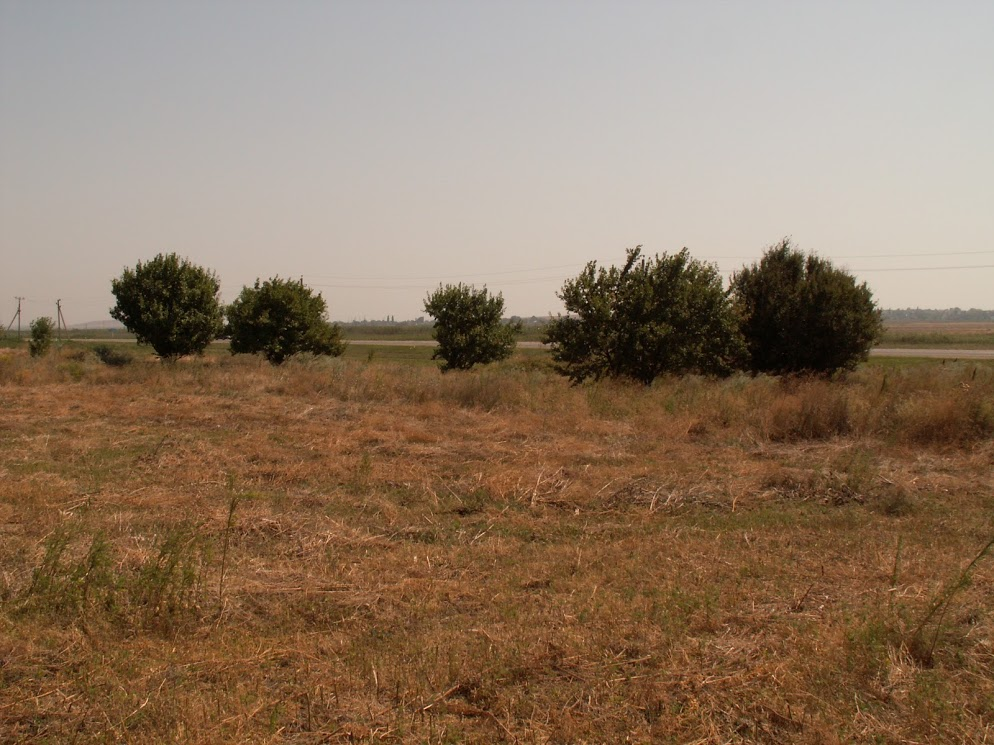
Резиденция Хрисалиска
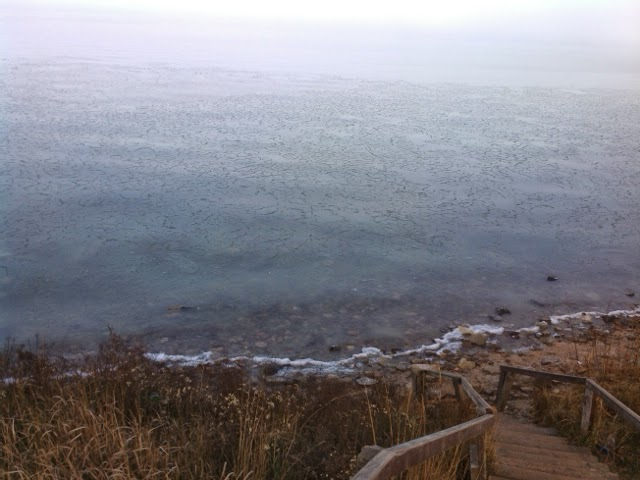
Лестница, место известное как "Стариковская вылазка"
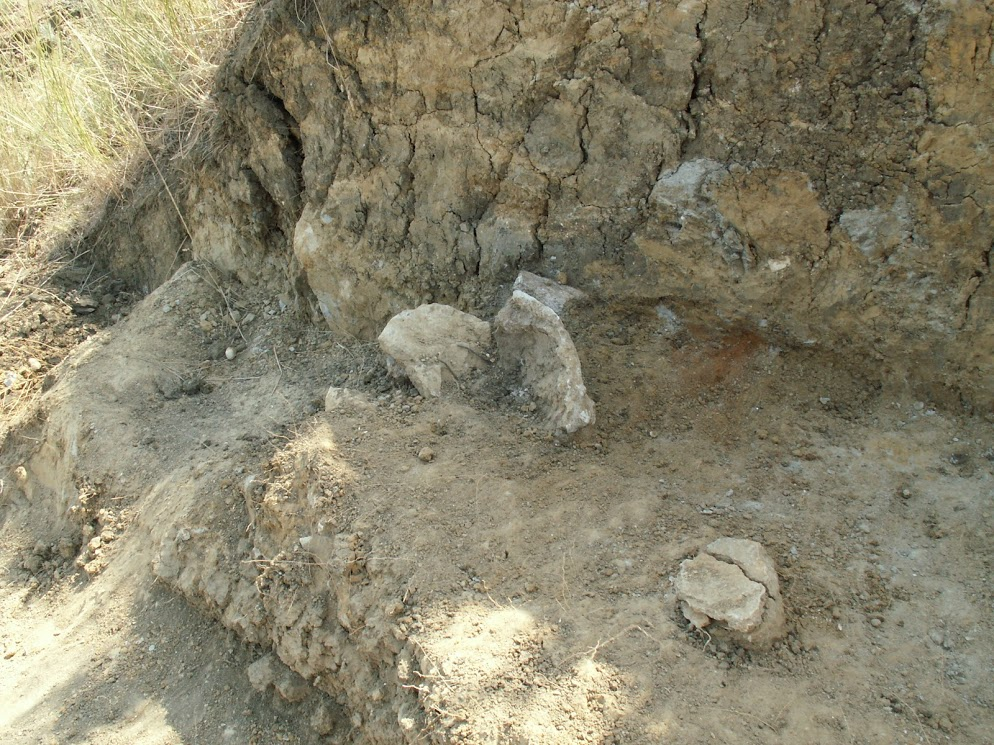
Раскопки "стоянки Богатырь"
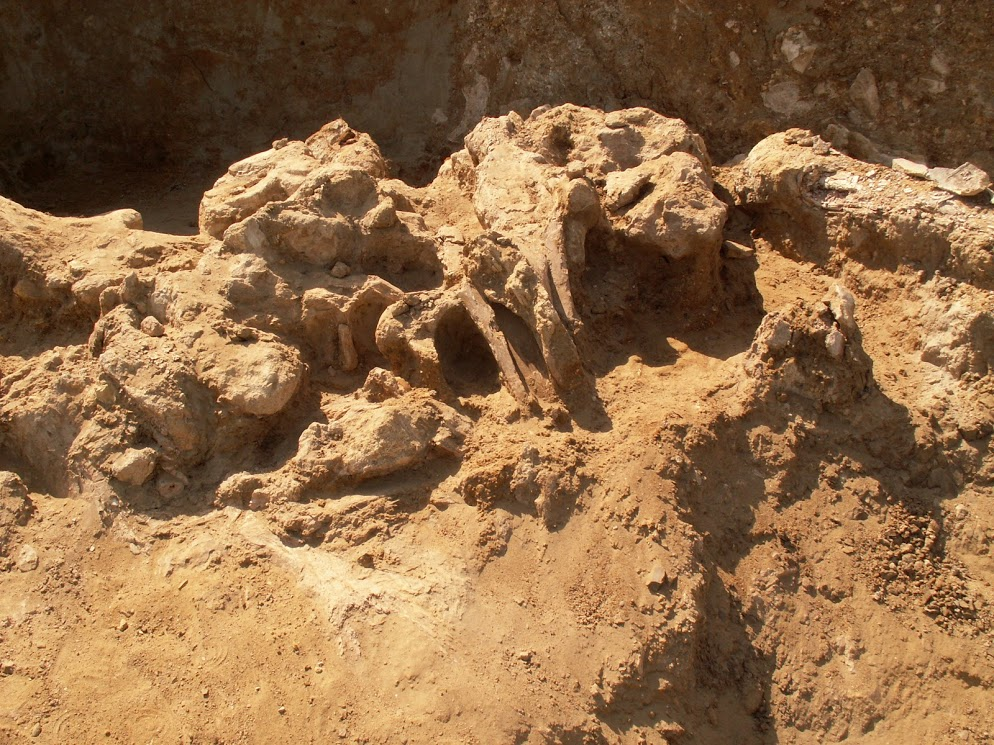
Раскопки "стоянки Богатырь"